# Willi Jäger
Willi Jäger (ur. 15 sierpnia 1940 w Kschellowitz) – niemiecki matematyk, specjalista w zakresie równań różniczkowych cząstkowych, matematyki stosowanej oraz modelowania matematycznego w biologii i naukach społecznych.

## Życiorys
Willi Jäger uzyskał stopień doktora w roku 1966, a habilitację w roku 1969. Od roku 1974 jest profesorem Uniwersytetu w Heidelbergu. Posiada doktoraty honoris causa uniwersytetów w Klużu-Napoce i w Petersburgu.
Założyciel (w 1987 roku) i pierwszy dyrektor Interdyscyplinarnego Centrum Obliczeń Naukowych na Uniwersytecie w Heidelbergu. Willi Jäger wypromował 79 doktoratów.
W 2007 roku został odznaczony Orderem Zasługi Republiki Federalnej Niemiec.

## Współpraca z polskimi matematykami
Willi Jäger jest promotorem kilku doktoratów obronionych w Polskiej Akademii Nauk. Wraz z Markiem Niezgódką z Interdyscyplinarnego Centrum Modelowania Matematycznego i Komputerowego Uniwersytetu Warszawskiego są pomysłodawcami tzw. Graduate College, polsko-niemieckiego programu studiów doktoranckich.